# Monika Soćko
Monika Soćko rozená Bobrowska (* 24. března 1978, Varšava) je polská šachistka, od roku 1995 mezinárodní velmistryně. Je první polskou hráčkou, která získala titul mezinárodního velmistra (GM)  (v roce 2008).
Šachy ji naučil otec.
Na šachových olympiádách hraje od roku 1994, nejlepšího výsledku dosáhla v roce 2002, kde Polsko obsadilo třetí místo místo a Soćko získala individuální zlatou medaili na třetí šachovnici (s výsledkem 10,5 b. ze 13 partií).
Vyhrála uzavřený mezinárodní ženský turnaj v Baku (2007) se 7 b. z 9 partií před Stefanovou. Zvítězila také v otevřeném turnaji v Tromsø (2009) se 7 body z 9 partií před Rayem Robsonem.
Je bronzovou medailistkou z mistrovství Evropy žen v roce 2010, když v tie-breaku o třetí místo přehrála Jelenu Dembo a Marii Sebag. Má i stříbrnou medaili z mistrovství Evropy v šachu družstev v roce 2011, za Polsko hrála na první šachovnici a získala 5,5 b. ze 7 partií.
Na mistrovství světa v šachu žen v roce 2012 šokovala ve druhém kole vítězstvím nad držitelkou titulu Chou I-fan z Číny, pak ale prohrála ve 3. kole s Bulharkou Stefanovou.
Jejím manželem je GM Bartosz Soćko.

## Významné partie
Chou I-fan – Monika Soćko, MS žen 2012, 2. kolo: 1. e4 c5, 2. Jf3 d6, 3. d4 c×d4, 4. D×d4 Jf6, 5. Jc3 Jc6, 6. Sb5 Jd7, 7. Dd2 g6, 8. b3 Sg7, 9. Sb2 O-O 10. Ja4 Jf6, 11. S×c6 b×c6, 12. e5 Je4, 13. Db4 d5, 14. Jd2 Sf5, 15. J×e4 S×e4, 16. O-O S×c2, 17. Vfc1 Se4, 18. f3 Sf5, 19. V×c6 Dd7, 20. Vac1 Sh6, 21. Vc7? (správně je f4) Se3+, 22. Kh1 Dd8, 23. V1c6 Sd7, 24. Vc2 d4, 25. V2c4 Se6, 26. V4c6 Sd5, 27. Vc5 d3, 28. Sd4 Vb8, 29. D×b8 D×b8, 30. S×e3 Da8, 31. Kg1 S×f3, 32. Vc3 De4, 33. Sd2 Dd4+ a bílá se vzdala. Nemůže zabránit matu 34. Kh1 Df2 a např. 35. g×f3 Qf1#.